# Андовер (Охајо)
Андовер (енгл. Andover) град је у америчкој савезној држави Охајо.

## Демографија
По попису из 2010. године број становника је 1.145, што је 124 (-9,8%) становника мање него 2000. године.
| Група             | 2000.         | 2010.         |
| Белци             | 1.207 (95,1%) | 1.073 (93,7%) |
| Афроамериканци    | 39 (3,1%)     | 32 (2,8%)     |
| Азијати           | 0 (0,0%)      | 1 (0,1%)      |
| Хиспаноамериканци | 15 (1,2%)     | 20 (1,7%)     |
| Укупно            | 1.269         | 1.145         |